# دادگاه‌های فدرال (آلمان)

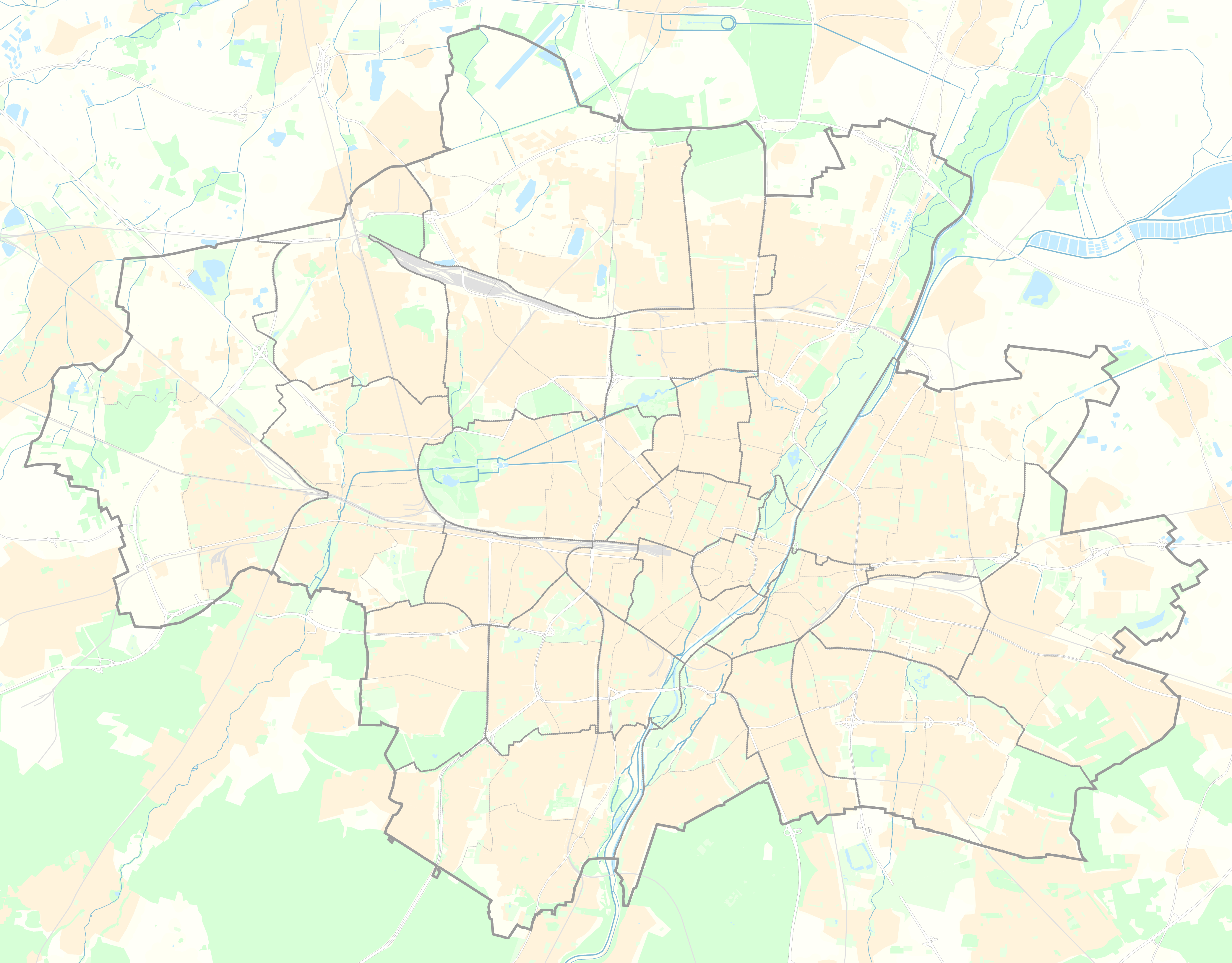
شهر مونیخ به عنوان مرکز دادگاه های فدرال

در آلمان، دادگاه‌های فدرال (Bundesgerichte , Bundesgericht به‌صورت جمع) دادگاه‌هایی هستند که توسط قانون فدرال رسمیت یافته‌اند. بر اساس ماده ۹۲ قانون اساسی جمهوری فدرال آلمان، قدرت قوه قضائیه توسط دادگاه قانون اساسی فدرال، دادگاه‌های فدرال مندرج در قانون اساسی، و دادگاه‌های ایالتی اعمال می‌شود.
| صلاحیت قضایی                          | نهاد قانونی                                                                                           | تعداد قضات |
| ------------------------------------- | --- | ---------- |
| نظارت بر اجرای قانون اساسی            | دادگاه فدرال قانون اساسی (BVerfG) در کارلسروهه (مطابق ماده ۹۴ و ۹۹ قانون اساسی)                       | ۱۶         |
|                                       | دادگاه‌های عالی فدرال (مطابق ماده ۹۹ قانون اساسی)                                                      |            |
| حوزه قضایی عادی                       | دادگاه عالی دادگستری (BGH) در کارلسروهه (حوزه‌های قضایی شماره ۵ و ۶ این دادگاه در شهر لایپزیش مستقرند) | ۱۳۵        |
| حوزه قضایی کار                        | دادگاه کار فدرال (BAG) در ارفورت                                                                      | ۴۰         |
| حوزه قضایی امور مالی                  | دادگاه امور مالی فدرال (BFH) در مونیخ                                                                 | ۵۹         |
| حوزه قضایی امور اجتماعی               | دادگاه امور اجتماعی فدرال (BSG) در کاسل                                                               | ۴۳         |
| حوزه قضایی امور اداری                 | دادگاه اداری فدرال (BVerwG) در لایپزیش                                                                | ۵۵         |
|                                       | سایر دادگاه‌های فدرال                                                                                  |            |
| حوزه قضایی عادی                       | دادگاه ثبت اختراعات فدرال (BPatG) در مونیخ (مطابق ماده ۹۹ قانون اساسی)                                | ۱۰۸        |
| دادگاه نظامیe (حوزه قضایی امور اداری) | دادگاه خدمات نظامی شمالی (TDG Nord) در مونستر (مطابق ماده ۹۶ قانون اساسی)                             | ۶          |
| دادگاه نظامیe (حوزه قضایی امور اداری) | دادگاه خدمات نظامی جنوب (TDG Süd) در مونیخ (مطابق ماده ۹۶ قانون اساسی)                                | ۶          |

دادگاه‌های فدرال عبارتند از:
- دادگاه‌های عالی، برپا شده توسط ماده ۹۵ قانون اساسی
  - دادگاه فدرال دادگستری
  - دادگاه اداری فدرال
  - دادگاه امور مالی فدرال
  - دادگاه فدرال کار
  - دادگاه اجتماعی فدرال
- دادگاه‌های دیگر، ایجاد شده تحت ماده. ۹۶ قانون اساسی
  - دادگاه فدرال ثبت اختراع آلمان
  - دادگاه‌ها خدمات نظامی شمال و دادگاه خدمات نظامی جنوب، دادگاه‌های صلاحیت اداری برای رسیدگی انضباطی علیه اعضای بوندسوهر

همچنین ممکن است دادگاه‌های جنایی نظامی برای اعمال صلاحیت کیفری در زمان برقراره وضعیت ویژه دفاعی یا بر اعضای بوندس‌ور که در خارج از کشور خدمت می‌کنند تأسیس شود، اما قانونگذار فدرال تاکنون این کار را انجام نداده‌است. یک دادگاه انضباطی فدرال برای رسیدگی‌های انضباطی علیه کارمندان نظامی تا سال ۲۰۰۴ وجود داشت، اما این موضوع از آن زمان به دادگاه‌های اداری عادی منتقل شده‌است.
در نسخه اولیه قانون اساسی، یک دادگاه عالی فدرال، با مقامی ارشدتر از پنج دادگاه عالی پیشبینی شده بود. چنین دادگاهی هرگز تأسیس نشد. در سال ۱۹۶۸ قانون اساسی تغییر کرد و به جای آن ستاد مشترک دادگاه‌های عالی تأسیس شد.
علاوه بر این، به موجب ماده ۹۶ بخش ۵ قانون اساسی، بوندسرات یا شورای فدرال آلمان می‌تواند به دادگاه‌های ایالتی در مواردی همانند نسل‌کشی، جنایات جنگی و جنایت علیه بشریت، صلاحیت کیفری برای رسیدگی قضایی اعطا کند.